# Joannes Franciscus Bavelaar
Joannes Franciscus Bavelaar (Leiden, 14 oktober 1810 - 1833) was de zoon van kunstwerker Cornelis Bavelaar en kleinzoon van beeldhouwer Cornelis Bavelaar senior aan wie de naam is ontleend voor de kleine kunstwerkjes genaamd bavelaartjes.
Een tekst over Joannes luidt, "eenen zoon die zijns vaders kunstarbeid poogde na te volgen, maar daarin niet konde slagen". Of Joannes Franciscus ook heeft bijgedragen aan de bavelaartjes blijft in het ongewisse, maar desondanks wordt ervan uitgegaan dat de collectie bavelaartjes van de hand zijn van deze drie generaties.
Cornelis Bavelaar had naast zijn zoon Joannes Franciscus nog drie andere zoons, onder wie Franciscus Arnoldus, die zich in 1829 ook kunstwerker noemt. Een jaar later is hij echter werkzaam als kastenmaker en vervolgens opperman, metselaarsknecht en sjouwer. Deze zoon, alsmede de 2 andere zoons kunnen buiten beschouwing gelaten worden wat betreft het vervaardigen van de bavelaartjes.